# 607 Єнні
607 Єнні (607 Jenny) — астероїд головного поясу, відкритий 18 вересня 1906 року Августом Копфом у Гейдельберзі.